# Aladdin Sane
Pour les articles homonymes, voir Aladdin.
Albums de David Bowie
The Rise and Fall of Ziggy Stardust and the Spiders from Mars
(1972) Pin Ups
(1973)
Singles
1. The Jean Genie
Sortie : 24 novembre 1972
2. Drive-In Saturday
Sortie : 6 avril 1973
3. Time
Sortie : 1er juin 1973
4. Let's Spend the Night Together
Sortie : juillet 1973

Aladdin Sane est le sixième album studio de David Bowie, sorti en avril 1973.
Enregistré pendant le Ziggy Stardust Tour, il s'agit du premier album que Bowie publie depuis son accession au rang de star, permise par le succès de son album précédent, The Rise and Fall of Ziggy Stardust and the Spiders from Mars. Aladdin Sane est un succès à sa sortie, devenant le premier album no 1 de Bowie dans son pays natal. Les singles The Jean Genie et Drive-In Saturday qui en sont issus sont également des réussites, se classant dans les trois meilleures places des charts britanniques. 
La pochette de l'album, une photographie prise par Brian Duffy, est alors la plus chère de l'histoire pour l'époque. Représentant le chanteur les yeux fermés et le visage marqué par un éclair rouge et bleu, celle-ci est devenue culte et est l'une des représentations les plus connues de Bowie. 

## Histoire

### Contexte
L'année 1972 voit David Bowie devenir une vedette dans son Royaume-Uni natal. Incarnant le personnage de Ziggy Stardust, un extraterrestre androgyne à la chevelure d'un rouge flamboyant et aux habits colorés et moulants, il fait sensation en annonçant sa bisexualité lors d'un entretien publié dans l'hebdomadaire musical Melody Maker le 22 janvier. Le Ziggy Stardust Tour sillonne la Grande-Bretagne de fin janvier à début septembre et rencontre un succès toujours croissant auprès du public, enthousiasmé par le single Starman et l'album The Rise and Fall of Ziggy Stardust and the Spiders from Mars, publiés en avril et en juin.

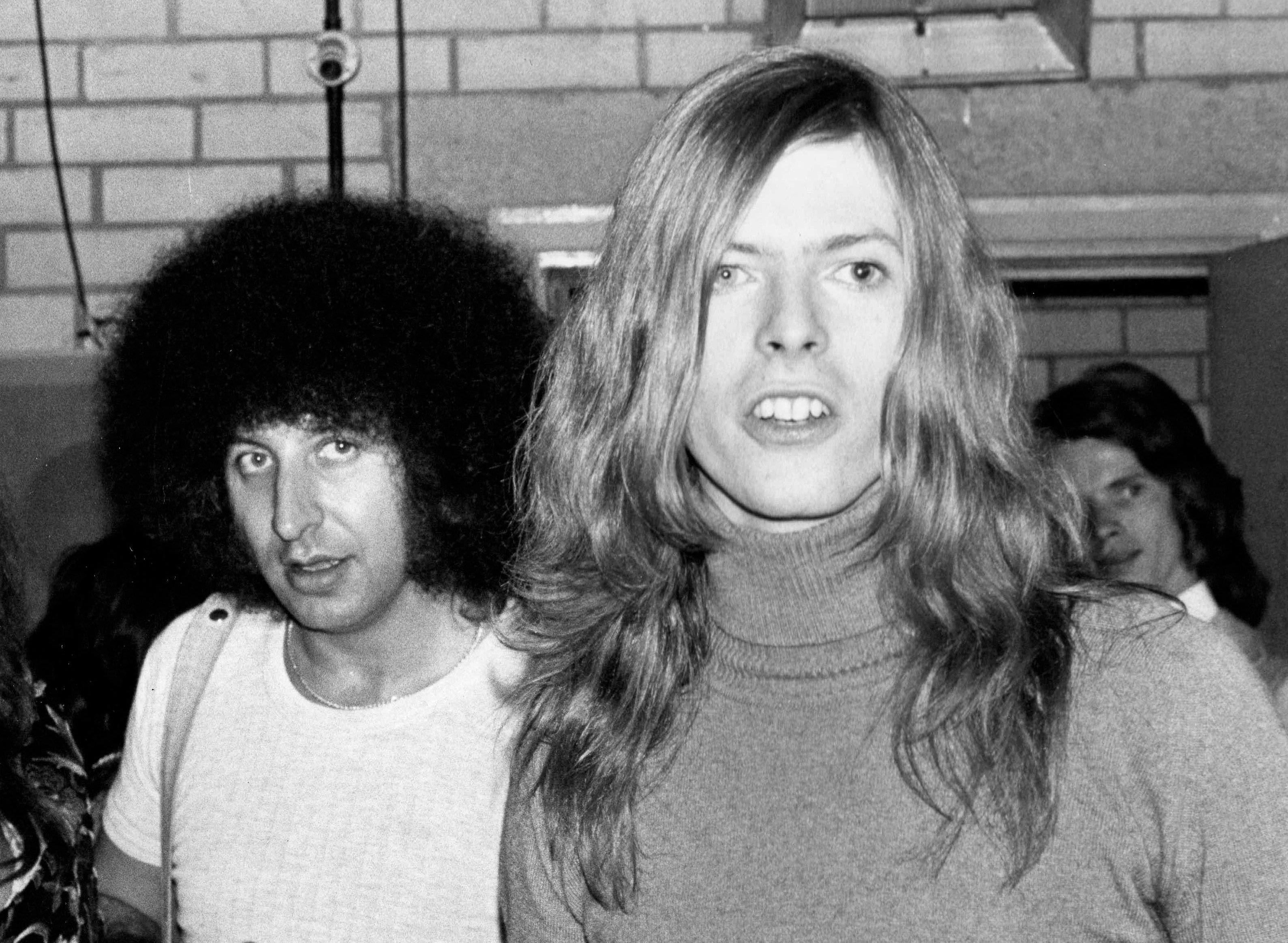
David Bowie avec son imprésario Tony Defries en 1971.

L'objectif suivant de Bowie consiste à conquérir les États-Unis, où il reste un inconnu aux yeux du grand public, bien qu'il y ait séjourné un mois au début de 1971 pour promouvoir l'album The Man Who Sold the World. Il débarque à New York le 17 septembre et donne son premier concert sur le sol américain cinq jours plus tard au Music Hall (en) de Cleveland. L'imprésario de Bowie, Tony Defries, voit les choses en grand et fait sillonner à son poulain les routes du pays pendant plus de deux mois, jusqu'au 2 décembre. L'accueil qu'il reçoit est contrasté : dans l'ensemble, les villes du Nord lui font un triomphe alors que celles du Sud sont beaucoup plus réticentes à accepter l’ambiguïté sexuelle de Ziggy Stardust. À Kansas City, 250 spectateurs seulement assistent au concert du 15 octobre. À la fin de l'année, si Bowie a réussi à faire parler de lui aux États-Unis, il n'y est pas encore devenu une véritable star : son album n'y dépasse pas la 75e place du classement des meilleures ventes établi par le magazine Billboard, et Starman plafonne à la 65e place du Top 100.
La tournée américaine marque pour Bowie l'occasion de visiter un pays qui le fascine depuis l'enfance. Cette expérience lui inspire plusieurs chansons qui forment la majeure partie de son album suivant. Sur le macaron du 33 tours, des noms de lieux figurent en vis-à-vis de chaque titre : New York pour Watch That Man, La Nouvelle-Orléans pour Time, Los Angeles pour Cracked Actor, et ainsi de suite. Par la suite, le chanteur décrit Aladdin Sane comme « Ziggy Stardust en Amérique » (« Ziggy goes to America »).

### Enregistrement
Aladdin Sane est écrit et enregistré en l'espace de quatre mois, d'octobre 1972 à janvier 1973, dans des studios américains et britanniques. Bowie s'entoure à nouveau des Spiders from Mars, le groupe d'accompagnement de son précédent album, composé du guitariste Mick Ronson, du bassiste Trevor Bolder et du batteur Mick Woodmansey. Plusieurs musiciens supplémentaires les rejoignent, au premier rang desquels le pianiste américain Mike Garson, recruté au début du segment américain de la tournée Ziggy Stardust. Le son de l'album est encore enrichi par l'arrivée de deux saxophonistes, Ken Fordham et Brian Wilshaw, ainsi que de trois choristes, l'ami d'enfance de Bowie Mac Cormack et les Américaines Juanita Franklin et Linda Lewis.
Le travail débute aux studios RCA de New York durant la première semaine du mois d'octobre 1972, alors que Bowie et Ronson travaillent sur le mixage de Transformer, le deuxième album solo de Lou Reed. Le 6, Bowie et les Spiders enregistrent The Jean Genie. Pressentant qu'il s'agit d'un potentiel single à succès, Bowie et Ronson en peaufinent le mixage à Nashville le 12. La chanson est éditée en 45 tours par RCA fin novembre et se classe no 3 des ventes au Royaume-Uni au mois de janvier 1973.
Bowie retourne aux studios RCA de New York le 4 décembre, le lendemain du dernier concert de la tournée. Il y retrouve son producteur Ken Scott, tout juste arrivé d'Angleterre pour participer à l'album. C'est le début d'une semaine de travail qui voit l'enregistrement de plusieurs chansons, parmi lesquelles Aladdin Sane, All the Young Dudes et Drive-In Saturday. L'album porte alors le titre de Love Aladdin Vein, après avoir été brièvement appelé A Lad Insane.
Le chanteur rentre au Royaume-Uni à bord du paquebot RHMS Ellinis (en) pour une brève tournée de Noël, du 23 décembre au 9 janvier. Il se rend ensuite aux studios Trident de Londres durant la deuxième moitié du mois de janvier pour y achever l'album, y compris quelques chansons finalement écartées comme 1984, une nouvelle version de John, I'm Only Dancing et un titre inconnu par ailleurs nommé Zion. Les séances prennent fin le 24 janvier, mais Bowie n'a pas le temps de se reposer : il reprend le bateau dès le lendemain pour une nouvelle tournée américaine et japonaise. Pendant ce temps, Ken Scott termine le mastering de l'album aux studios Trident le 31 janvier. Il compte alors onze titres et s'achève sur John, I'm Only Dancing, qui est finalement laissée de côté.

### Parution et accueil
Aladdin Sane sort le 13 avril 1973 au Royaume-Uni, alors que Bowie se trouve en tournée au Japon. Avec plus de cent mille précommandes, il est immédiatement certifié disque d'or. Il entre directement à la première place du classement des meilleures ventes le 5 mai et occupe cette position pendant cinq semaines. Le deuxième single extrait de l'album, Drive-In Saturday, sorti une semaine plus tôt, atteint quant à lui la 3e place du hit-parade britannique. Aux États-Unis, c'est une version raccourcie de Time qui est éditée en 45 tours à la place, mais elle ne se classe pas dans les charts, pas plus que la reprise de Let's Spend the Night Together qui constitue l'ultime extrait de l'album aux États-Unis et en Europe continentale.

### Postérité
Au sein de la discographie de David Bowie, Aladdin Sane est souvent considéré comme l'un de ses meilleurs albums. La plupart des critiques le trouvent légèrement inférieur à The Rise and Fall of Ziggy Stardust and the Spiders from Mars. Pour Paul Trynka, il est « plus lisse et superficiel que son prédécesseur », mais offre « un témoignage plus convaincant sur la nature de la célébrité et du show-business ».  Nicholas Pegg y voit une débauche de créativité handicapée par un temps d'enregistrement trop réduit. Néanmoins, Matthieu Thibault estime qu'il surpasse Ziggy Stardust et le décrit comme « un sommet art rock ».
En 2003, l'album est classé 277e des 500 plus grands albums de tous les temps par le magazine Rolling Stone.

## Caractéristiques artistiques

### Paroles et musique
Aladdin Sane s'inscrit dans la continuité du glam rock de The Rise and Fall of Ziggy Stardust and the Spiders from Mars, mais il présente un son beaucoup plus rugueux et agressif que son prédécesseur. La guitare électrique de Mick Ronson est davantage mise en avant, notamment sur la chanson d'ouverture, Watch That Man, où elle noie presque la voix de Bowie. Pour Nicholas Pegg, cette évolution s'explique par les circonstances de la création de l'album, entre les effets du séjour américain du chanteur sur son écriture (dont témoignent les accents doo-wop de Drive-In Saturday ou de la nouvelle version de The Prettiest Star) et la vitesse à laquelle il est enregistré. Le piano jazzy de Mike Garson constitue une autre différence significative avec The Rise and Fall of Ziggy Stardust and the Spiders from Mars, avec des interventions d'inspiration tour à tour avant-garde (sur la chanson-titre) ou dixieland (sur Time). L'influence des Rolling Stones est également perceptible, non seulement avec la reprise de leur chanson de 1967 Let's Spend the Night Together, mais plus généralement dans les choix d'écriture et d'arrangements,.
Les paroles abordent des sujets sombres, parfois de manière très crue. Cracked Actor adopte le point de vue d'une ancienne vedette hollywoodienne réduite à devoir faire appel aux services d'une prostituée, avec de nombreux sous-entendus salaces. Les doubles sens sont également présents dans The Jean Genie, dont le titre est un jeu de mots sur le nom de l'écrivain français Jean Genet. Watch That Man s'inspire d'une fête donnée en l'honneur de Bowie au début de sa première tournée américaine, avec une galerie de personnages effrayants et de nombreuses allusions à l'alcool et à la drogue. Panic in Detroit trouve quant à elle son origine dans les histoires racontées au chanteur par Iggy Pop sur les émeutes de 1967 à Détroit et le poète révolutionnaire John Sinclair. L'angoisse de la mort trouve enfin son expression dans Time, censurée par la BBC pour l'utilisation du mot « wanking » (« branlette »). La nostalgie est un autre thème commun à plusieurs chansons. Outre Cracked Actor, Drive-In Saturday et The Prettiest Star font également allusion à l'histoire du cinéma, tandis que la chanson-titre dépeint une jeunesse décadente et hédoniste, inspirée du roman Ces corps vils (Vile Bodies) d'Evelyn Waugh, publié en 1930.

### Pochette et photographie
Le titre de l'album est un jeu de mots entre Aladdin Sane, littéralement « Aladdin Sane (sane = sain d'esprit) » et a lad insane, « un mec cinglé ».
La pochette de l'album est une photographie de Brian Duffy qui est devenue au fil du temps l'une des images les plus reconnaissables de David Bowie. Il s'agit d'un portrait en buste du chanteur, vu de face. Il est torse nu, les yeux fermés, avec la coupe de cheveux flamboyante de Ziggy Stardust. Un éclair rouge et bleu zèbre le côté droit de son visage de haut en bas, tandis qu'une goutte de liquide repose dans le creux de sa clavicule gauche. Le maquillage est l'œuvre de Pierre Laroche, qui continue à travailler avec Bowie tout au long de l'année 1973 pour son maquillage de scène et la pochette de Pin Ups. À la demande de Tony Defries, qui souhaite que la pochette soit aussi coûteuse que possible à produire, elle est imprimée en sept couleurs (les quatre couleurs primaires, plus le bleu, le rouge et l'argenté), ce qui nécessite de faire appel à une imprimerie spécialisée à Zurich,. Le caractère utilisé est Cristal, dessiné par Rémy Peignot.

## Fiche technique

### Chansons

#### Album original
Toutes les chansons sont écrites et composées par David Bowie, sauf Let's Spend the Night Together (Mick Jagger, Keith Richards).
| 1. | Watch That Man                | New York              | 4:25 |
| 2. | Aladdin Sane (1913–1938–197?) | R.H.M.S. Ellinis (en) | 5:06 |
| 3. | Drive-In Saturday             | Seattle—Phoenix       | 4:29 |
| 4. | Panic in Detroit              | Detroit               | 4:25 |
| 5. | Cracked Actor                 | Los Angeles           | 2:56 |

| 6.  | Time                           | New Orleans          | 5:09 |
| 7.  | The Prettiest Star             | Gloucester Road      | 3:26 |
| 8.  | Let's Spend the Night Together |                      | 3:03 |
| 9.  | The Jean Genie                 | Detroit and New York | 4:02 |
| 10. | Lady Grinning Soul             | London               | 3:46 |

#### Rééditions
En 2003, Aladdin Sane est réédité par EMI en version remasterisée 24 bits avec un deuxième CD comportant dix titres bonus.
| 1.  | John, I'm Only Dancing (version avec saxophone enregistrée en 1973)                                                                     | 2:45 |
| 2.  | The Jean Genie (version single) | 4:07 |
| 3.  | Time (version single) | 3:43 |
| 4.  | All the Young Dudes (mono) | 4:12 |
| 5.  | Changes (en concert au Boston Music Hall (en) le 1er octobre 1972, déjà parue dans le coffret Sound + Vision)                           | 3:20 |
| 6.  | The Supermen (en concert au Boston Music Hall le 1er octobre 1972, déjà parue dans le coffret Sound + Vision)                           | 2:42 |
| 7.  | Life on Mars? (en concert au Boston Music Hall le 1er octobre 1972, inédite)                                                            | 3:25 |
| 8.  | John, I'm Only Dancing (en concert au Boston Music Hall le 1er octobre 1972, déjà parue dans le coffret Sound + Vision)                 | 2:40 |
| 9.  | The Jean Genie (en concert au Santa Monica Civic Auditorium (en) le 20 octobre 1972, également parue sur l'album Live Santa Monica '72) | 4:10 |
| 10. | Drive-In Saturday (en concert au Cleveland Public Auditorium (en) le 25 novembre 1972, inédite)                                         | 4:53 |

### Interprètes
- David Bowie : chant, guitare, harmonica, saxophone, Moog, arrangements
- Mick Ronson : guitare, piano, chœurs, arrangements
- Trevor Bolder : basse
- Mick Woodmansey : batterie
- Mike Garson : piano
- Ken Fordham : saxophone, flûte traversière
- Brian « Bux » Wilshaw : saxophone ténor, flûte traversière
- Mac Cormack : percussions, chœurs
- Linda Lewis, Juanita « Honey » Franklin : chœurs[43]

### Équipe de production
- David Bowie : producteur
- Ken Scott : producteur, ingénieur du son
- Mike Moran : ingénieur du son
- Brian Duffy : conception de la pochette, photographie
- Celia Philo : conception de la pochette
- Pierre Laroche : maquillage[43]

### Classements et certifications
| Classement                    | Meilleure position | Année |
| ----------------------------- | ------------------ | ----- |
| Australie (Kent Music Report) | 7                  | 1973  |
| Belgique (Flandre Ultratop)   | 162                | 2013  |
| Canada (RPM)                  | 20                 | 1973  |
| États-Unis (Billboard 200)    | 17                 | 1973  |
| France (SNEP)                 | 89                 | 2003  |
| Italie (FIMI)                 | 53                 | 2003  |
| Japon (Oricon)                | 41                 | 1973  |
| Norvège (VG-lista)            | 11                 | 1973  |
| Pays-Bas (Mega Album Top 100) | 4                  | 1973  |
| Royaume-Uni (UK Albums Chart) | 1                  | 1973  |

| Pays               | Certification | Date         | Ventes certifiées |
| ------------------ | ------------- | ------------ | ----------------- |
| États-Unis (RIAA)  | Or            | 3 août 1983  | 500 000           |
| Royaume-Uni (BPI), | Or            | 1er mai 1973 | 100 000           |